# Манастир Сопоћани
Манастир Сопоћани, дом Свете Тројице, је подигао краљ Стефан Урош I (1243—1276) недалеко од извора реке Рашке.
Манастир се налази на 17 km западно од Новог Пазара. На овом месту, изворишту српске средњовековне државе Немањића, трећи син краља Стефана Првовенчаног је иза себе оставио задужбину која својом величином и лепотом надмашује све дотадашње српске цркве. Фреске манастира Сопоћани су право ремек-дело уметности, што је много година касније Сопоћанима донело светску славу. Данас је један од најзначајнијих српских културних споменика, који је 1979. године увршћен на УНЕСКО-ву листу светске баштине у склопу споменика средњег века обједињених под заштићеном целином Стари Рас и Сопоћани.
Данас је тешко прецизирати када су Сопоћани подигнути. Највероватнија је претпоставка да је манастир подигнут у другој половини владавине краља Стефана Уроша I, највероватније око 1260. године. До оваквог закључка се дошло заобилазним путем, с обзиром да је сасвим поуздан закључак да је живопис манастира настао шездесетих година 13. века. Током периода османлијске власти, у 17. веку, манастир је значајно страдао, а обновљен је у првим деценијама 20. века.
Након обнове Сопоћани су једно време били женски манастир. После доласка десет монаха и искушеника из манастира Црна Река 1996. године манастир поново постаје општежитељни, као и што је био у средњем веку. Данас манастир броји тридесет монаха и искушеника.
Припада Епархији рашко-призренској Српске православне цркве. Као целина представља непокретно културно добро као споменик културе од изузетног значаја.

## Историјат

### Подизање манастира
Тачна година оснивања манастира није позната с обзиром да је једини натпис у прстену тамбура кубета оштећен на месту на коме се налазила година подизања храма. Само је део ктиторског записа реконструисан и он казује:
Господе, ти који си упориште онима који се уздају у тебе, утврди цркву своју, коју си стекао својом часном крвљу.— Остатак ктиторског записа
 Приближно датирање оснивања манастира води у шездесете године XIII века, на основу историјске композиције „Смрт краљице Ане Дандоло“ на северном зиду припрате. Краљица Ана Дандоло, мајка краља Стефана Уроша I, је умрла 1258. године, али то са друге стране не значи да је исте године догађај забележен на фресци у Сопоћанима. Узраст Драгутина и Милутина, који на фресци стоје иза краља Стефана Уроша I, тешко се може одредити према краљевом стасу, јер је његова фигура симболично преувеличана у односу на све остале фигуре на фресци. На основу претпоставке да је реч о њиховом приказу као петнаестогодишњака води нас у 1265. годину. Присуство архиепископа, за кога се претпоставља да је Сава II, тешко се може ускладити са годином смрти краљице с обзиром да је он био на трону у периоду 1263—1271. година. Са друге стране, могуће је да је приказани архијереј ипак Арсеније I.
Проблем тачног одређивања године оснивања манастира додатно компликују још две композиције са ликовима краља Стефана Уроша I и принчева Драгутина и Милутина. Прва композиција, на источном и јужном зиду припрате, приказује Уроша и Јелену који прилазе Богородици на трону са малим Христом на коленима. Испред Уроша је млади Драгутин који му досеже до прстију, а испред Јелене стоји млађи и нижи Милутин. Према овоме, композиција је вероватно насликана око 1261. године, с обзиром да је познато да се Драгутин родио око 1251. године. Друга композиција, са ликовима Стефана Немање и Стефана Првовенчаног као монаха и краља Стефана Уроша I са моделом цркве у руци, приказује Драгутина као младића од двадесет година који се својом висином изједначио са својим оцем. Проблем датирања ове композиције је увећан услед чињенице да су све фигуре насликане, на новом другом слоју малтера који је прекрио претходни. Према Драгутиновом узрасту, ова фреска је можда насликана око 1271. године, али сигурно не после 1276. године с обзиром да је Урош представљен као краљ са круном на глави.
На основу чињенице да је Драгутин приказан најпре као дечак од десет година, потом у узрасту од петнаест година и на крају као двадесетогодишњи младић датира изградњу цркве у шесту деценију XIII века. Према томе, највероватније је изградња цркве започета око 1258. године, а завршена око 1270. године.

### Назив манастира
Назив манастира води порекло од словенске речи "сопотъ" што значи извор. Тиме је наглашено да је краљ Стефан Урош I „Рашки на извору“ подигао величанствен манастир. Током средњег века уобичајени називи су били „сопотски манастир“ или „дом Свете Тројице“.

### Период од XIV до XVII века
На основу модела цркве коју држи краљ Урош I дошло се до закључка да он није подигао спољну отворену припрату и звоник. Спољну припрату и звоник је подигао краљ Душан, уз учешће архиепископа Јоаникија II, између 1338. године и 1345. године. Душанов портрет, заједно са малим Урошем и краљицом Јеленом, са очуваним натписима, насликан је на источном зиду. Портрет Јоаникија II се делимично очувао на западном зиду спољне припрате, односно на источном зиду звоника. Последње украшавање цркве је везано за цара Уроша. Око 1360. године су зазидани простори између кракова трансепта и бочних капела уз стару припрату.
 Историјски извори који говоре о животу Сопоћана, почев од њиховог оснивања до разарања су веома оскудни. Претпоставља се да је у манастиру боравио велики број монаха, а близина оближњег Трговишта (некадашњег Раса) условили су богаћење манастира. О величини и значају манастира сведоче црквине, испоснице и метоси који се налазе у околини манастира. Поред тога, током археолошких ископавања у околини манастира је пронађен и велики број гробница. Догађаји везани за Маричку битку 1371. године, удаљили су рашку област из жиже политичких и културних збивања. Сопоћани се од тог времена помињу само узгред. Према речима српског патријарха Пајсије I (у Житију Стефана Првовенчаног из 1628. или 1629. године) монаси су 1389. године из страха од „Агарена“ скривали тело Стефана Првовенчаног.
Након слома српске средњовековне државе и доласка Османлија, манастир и даље живи. Кратак запис из 1526. године спомиње попа Димитрија који у манастиру преписује Доментијанову биографију светог Саве. Због турског насиља монаси су 1587. године поново скривали мошти Стефана Првовенчаног у неприступачни манастир Црна Река. И поред тога, манастир и даље живи и у њему се преписују књиге о чему сведоче записи из 1595. и 1614. године, као и обновљена чесма из 1625. године која је и данас очувана. Процват манастира се догодио током XVI века. Као краљева задужбина и овај манастир је у свом власништву имао велико имање. „Сопоћански помјаник“ је једно од ретких сачуваних манастирских књига и данас се налази у петроградском музеју. Крајем XVII века, у догађајима који су претходили Великој сеоби, страдају и Сопоћани. Са цркве напуштеног манастира Турци су скинули оловни кров.

### Период од XVIII до XX века
Након овог догађаја у манастир се нису вратили монаси и он је потпуно напуштен. Жалосно пропадање цркве је забележио патријарх Арсеније IV 1724. године речима:
Јао доме божји, гледам те разорена.— Патријарх Арсеније IV јадикује над судбином манастира Сопоћани
Записи из 1750. и 1759. године понављају исту тугу над разореном црквом. Црква полако почиње да се руинира, сводови су пали, купола се срушила, а остаци околних зграда су прекривени са шљунком и земљом.
Након ослобађања рашке области од Турака почиње и обнова манастира. Обнова је започета након 1926. године, постављени су кубе и бетонски кров и стакла у прозорима, а право је чудо што су прелепе фреске преживеле више од два века у тешким условима у цркви без крова. Након обнове манастирски конаци су често били и домови за сиромашне породице када у манастиру није било монаха. Крајем 1930-тих је упозоравано да су фреске у опасности од влаге, за коју се тврдило да је већа него у време када црква није имала кров. Педесетих година XX века у манастир је дошло мало монашко сестринство, које ће у манастиру живети до 1996. године

## Манастир данас
У манастиру данас борави 30 монаха и искушеника. Братство је основано 1996. године када је 10 монаха и искушеника прешло из манастира Црна Река. До тада је у манастиру боравило сестринство које се исте године преселило у манастир Гориоч у Метохији. Током рата на Косову и Метохији спаљен је манастир Зочиште, а велика светиња из тог манастира, део моштију светих лекара Козме и Дамјана је пренет у манастир Сопоћани. Након много година, 2002. године део моштију ктитора манастира краља Стефана Уроша I је пренето из Пивског манастира.
Манастир је општежитељни, а монаси се између осталог баве одржавањем цркве, баштованством, воћарством и пчеларством, радом у занатској радионици или у уметничком атељеу. У манастиру постоје три атељеа: иконописачки, кројачки и дуборезачки. Свеукупни живот манастира тј. монаха у њему своди се на духовну обнову. Манастир Сопоћани због свог духовног и историјског значаја и данас носи историјску титулу Царске Лавре.

## Архитектура манастира
Архитектура цркве свете Тројице припада класичним облицима рашке школе. Основа је једнобродна грађевина, са полукружном апсидом ширине брода на источној страни. Уз апсиду се налазе бочне просторије ђаконикона и проскомидије правоугаоног облика, које су истовремено служиле и као засебни параклиси, који су посвећени Пресветој Богородици и вероватно светом Сави Српском. На средишњем делу се уздиже кружна купола са осам прозора, подигнуто једним кубичним постољем које је повучено на кров. Поткуполни кров је утврђен са две бочне правоугаоне певнице. Са западне стране се налази велика припрата квадратног облика са две бочне капеле (парклиса) правоугаоног облика. Специфичност сопоћанске архитектуре се огледа у висини средњег брода и једносливним крововима бочних просторија без купола у истој висини. Основом и простором понавља архитектуру манастира Жича, али је надмашује и величином и висином. Оваква архитектура цркви даје базиликални изглед, који је још више наглашен интервенцијом из XIV века када су затворени простори између певница и капела припрате и оформљене капеле које су стављене под кров исте висине.
Црква је изграђена од тесане сиге, на романички начин. Овакав начин градње је карактеристичан за Приморје. Површине зидова, првобитно омалтерисане и обојене окером, оживљавају плитке лизене између прозора кубета и по три на боковима главног брода. Фриз аркадица на малим конзолама у поткровљу кубета, по странама главног брода, на апсиди и западној фасади, као и на бочним бродовима са источне стране има исту намену. Цркву, поред прозора на кубету, осветљавају велики двојни прозори, по три на северној и јужној страни главног брода, и по један на западној фасади и апсиди. Они су изведени од белог мермера, у чистим романичким облицима, без икакве пластичне декорације. Ови исти строги облици поновљени су и на мермерним порталима који воде у цркву и из припрате у наос. Скромну пластичну декорацију допуњује украс од венаца у штуку над пиластрима у наосу и око портала између припрате и наоса. Исти мајстори су извели и првобитне клесарске радове о чему сведоче саркофази и остаци иконостасне преграде.
Исти стил градње је био примењен и на првобитним манастирским зградама, на трпезарији са кухињом са западне стране, на палати са јужне стране, на келијама и оставама које су се налазиле уз зид манастира који је био у виду неправилног круга.

### Спољна припрата
Велика отворена спољна припрата са троспратним звоником напред је подигнута у време краља Душана. Припрата има облик правоугаоника чије сводове носи дванаест стубаца, шест пиластра и два слободна стуба, а сви су међусобно повезани луковима. Припрата има двосливни кров, који је нешто нижи од крова главног брода цркве. Овакве спољне припрате су нарочито негован облик градитељства који се од почетка XIV века, осим у Сопоћанима, јавио и у Богородици Љевишкој, Грачаници или Пећкој патријаршији.

## Живопис манастира

### Настанак фресака
Краљ Стефан Урош I је одабрао неке од најбољих уметника, који су без сваке сумње дошли из Цариграда ондашње културне престонице света. Није познато када су фреске тачно насликане, али се претпоставља да су настале између 1272. и 1276. године. Нема сумње да је на изради фресака био ангажован већи број уметника, од чега су два најбоља сликара насликала површине у наосу и олтарском простору. До данас је остала тајна ко су били ови велики сликари, којима у њиховом времену није било равних.
Иако је манастир био откривен више од два века многе фреске су сачуване, претпоставља се захваљујући квалитету креча.

### Композиције фресака у централном делу храма
Данас је сачуван значајан део сопоћанског живописа, који показује да се манастир одликовао богатим програмом фресака који до тада није био забележен ни у једној српској цркви. Тематика живописа припада уобичајеном избору тема византијске иконографије XIII века. Најзначајније фреске сопоћанске цркве се налазе у наосу и олтару, где су врхунски уметници извели фреске изузетне лепоте. Велики празници, одабрани догађаји из Христовог живота и две литургијске композиције прекривају, уз појединачне фигуре светитеља, све површине централног дела храма. У олтарској апсиди је делимично оштећено, Причешће апостола, са по шест апостола са обе стране часне трпезе. Испод, у висини олтарске бифоре, четрнаест архијереја се клањају Христу који је приказан испод прозорског отвора. У овој поворци су приказани ликови св. Јована Златоустог, Василија Великог, Григорија Богослова, Атанасија Великог и других уобичајених личности. На челу лука изнад апсиде је композиција Силаска светог Духа на апостоле. На бочним зидовима олтарског простора приказано је шест сцена из Христовог живота. Данас је сачувано четири. У поткуполном простору очуване су фигуре четворице јеванђелиста у пандатифима. Испод јеванђелиста, на луковима и на странама пиластра су приказане фигуре пророка, праотаца, архијереја и светих ратника. Све остале површине централног дела храма заузима свега девет композиција.
Најјачи утисак оставља композиција Успење Пресвете Богородице, која покрива читаву површину од 40 m² западног зида. Фреска приказује бол апостола, архијереја, јерусалимских жена, анђела и Христа због смрти Богородице. Монументалност фреске је изражена и ненаметљивим исказивањем туге. Наиме, апостоли само лаком приклоњеношћу, једва приметно подигнутом обрвом или набраним челом, без грча и лажног патоса испољавају свој бол. Због своје лепоте, ова фреска је била предмет посебне пажње на многим светским изложбама.
На јужној страни западног травеја, поред ктиторске композиције са краљем Урошем који држи модел цркве, приказано је Распеће у другој зони и Васкрсење Лазара у трећој (данас уништено). Овој композицији је пандан чинила сцена Цвети, а Распећу композиција Силазак Христа у Ад. На јужном зиду поткуполног простора смештене су само две сцене: Сретење и Христос у храму, а насупрот њих: Рођење Христово и Преображење. На јако оштећеним површинама сводова певница очувани су делови Крштења Христовог, Гостољубља Аврамовог и Четрдесет мученика севастијских. У првој зони ових певница су приказане већином оштећене фигуре апостола и двојице светих врача.

### Композиције фресака у припрати и споредним просторијама
Припрата садржи четири скупине слика: циклус Прекрасног Јосифа, лоза Јесејева, Страшни суд и седам васељенских сабора, којима је придодат и један српски, Сабор Стефана Првовенчаног са светим Симеоном Мироточивим (Сабор у Расу 1196. године). На овим композицијама, међутим нема више јасног излагања које је красило композиције наоса и олтара, већ фреске попримају наративни карактер. Број епизода који је приказан на овим композицијама јасно сведочи о томе. Уз ликове светих песмописаца, важно место у приземном појасу су добили Опело краљице Ане Дандоло над њеним гробом, и у југозападном углу ликови светог краља Уроша и свете краљице Јелене са синовима пред Богородицом. Од фресака спољне припрате, од посебног је интереса композиција на зиду звоника, Прича о богаташу и житницама, која је јединствена у историји српског средњовековног сликарства.
Сликарство у споредним просторијама цркве и спољне припрате одаје велику хетерогеност. Највише квалитете има оно у капели посвећеној св. Симеону Мироточивом у којој су приказане четири сцене из његовог живота, од којих су сачуване две. У капели посвећеној св. Стефану је било три композиције које нису сачуване. Капеле св. Григорија и св. Николе су сликане шездесетих година XIV века.

### Уметничка вредност сопоћанског сликарства
Лепота фресака манастира Сопоћани је данас позната у целом Свету, а и ван научних кругова се сматра да је реч о највећем домету европског сликарства за време када су фреске настале. Тајна лепоте живописа лежи у привржености идеалима вечите античке лепоте. Сопоћанско сликарство је усамљено у свом изразу монументалности и начину испољавања античке лепоте и не може се објаснити јасном развојном линијом српског сликарства.
Сопоћанске фреске се античким формалним средствима обраћају православном посматрачу. У живопису је све посвећено идеји монументалности. Па тако из прегледа тематике главног брода јасно је да је у првом плану жеља ка сажетом изражавању, без сувишне опширности у броју композиција, којих укупно има 21, нити у детаљима унутар изабраних тема. Свакој појединачној композицији уметници су одредили складан архитектонски или сликани оквир, а композиције су организовали обично око окосница геометријског облика. Због тога су њихове слике прегледне, јасне и уравнотежене у изгледу и монументалне у изразу. На тај начин је уметник успео да одржи стварну лежерност, чврсту структуру која не одбија и уравнотеженост која не замара. Уметник је то постигао најпре захваљујући боји. Избор основних боја се своди на љубичасту, зелену и окер које се ритмички смењују на златној позадини.
Монументалност сопоћанских фресака је испољена на изразит начин и у ненаметљивом изражавању туге. То је највише уочљиво на композицији Успење Пресвете Богородице. Хеленистички и цариградски дух, који су уметници донели, обележили су сопоћански живопис одмереношћу, спокојством и скупоценошћу посебне врсте. Позадина на фрескама била је златна, а исцртане линије по њој дочаравале су сјај мозаика, док су их уоквиравали рељефни украси од штука, некад обојени црвено, плаво и златно. Оно што су уметници у Сопоћанима успели да у линеарности и колориту осликају среће се још једино у италијанској ренесанси.

## Манастир као породични маузолеј
Манастир Сопоћани је замишљен и као породични маузолеј. Услед тога, манастир је још током изградње уобличен и као породична и као гробница људи најоданијих краљу Стефану Урошу I. За краља је припремљен обележен саркофаг од црвенкастог мермера, на традиционалном месту, у југозападном наосу цркве. Осим краља у манастиру су сахрањени и његова мајка, краљица Ана Дандоло, архиепископ Јоаникије I, чији је гроб прекривен саркофагом од црног мермера, први игуман манастира и кнез Ђорђе, млађи Вуканов син.
Краљ Стефан Урош I није одмах након смрти био сахрањен у манастиру. Наиме, њега је 1276. године са престола збацио најстарији син Драгутин. Након овог догађаја, Урош се замонашио и повукао у неки манастир у Хуму, а дотадашња ктиторска слика у наосу манастира је уништена и замењена новом која такође приказује Уроша са моделом цркве у рукама како прилази Христу, предвођен својим прецима, Стефаном Првовенчаним и Стефаном Немањом уз посредовање Богородице, док га прате синови Драгутин и Милутин. Тек након 1282. године и доласка на престо краља Милутина, тело Уроша I је пребачено у припремљен гроб у манастиру.

## Документарни филм
- Сопоћани, дводелни документарни ТВ филм серијала „Сведоци векова“ у продукцији РТБ-а снимљен је 1999. и 2000. године према сценарију Петра Савковића у режији Стевана Станића и Радослава Московлића.[10][11]

## Галерија
- Детаљ фреске Успење Богородице.
- Стефан Урош I са сином Драгутином.
- Пастири.
- Улаз
- Крст српског народа